# 巴比奇 (卡尼夫區)
49°38′7″N 31°23′27″E / 49.63528°N 31.39083°E
巴比奇（烏克蘭語：Бабичі）是位於烏克蘭中部的村莊，由切爾卡瑟州切爾卡瑟區的卡尼夫市鎮負責管轄。該村面積0.87平方公里，海拔高度138米，2007年人口155，人口密度每平方公里178人。